# تشانغ بينغ (كاتب)
تشانغ بينغ (بالصينية: 张平) (1 نوفمبر 1953 في الصين)؛ سياسي وروائي صيني.